# Reprezentacja Meksyku w piłce siatkowej mężczyzn
Reprezentacja Meksyku w piłce siatkowej mężczyzn – narodowa drużyna reprezentująca Meksyk w rozgrywkach międzynarodowych. Pomiędzy latami 50 a 70 XX wieku, drużyna Meksyku była jedną z najlepszych ekip Ameryki Północnej jednakże w ciągu następnych lat dominującą pozycję na kontynencie zdobyły drużyny Kuby oraz Stanów Zjednoczonych. Ostatnie lata przyniosły znaczną poprawę w meksykańskiej siatkówce która doprowadzała do kilku sukcesów w przeciągu ostatnich trzech lat.
Do największych sukcesów ekipy Meksyku zalicza się pięć medali Mistrzostw Ameryki Północnej, Środkowej i Karaibów, trzy medale Igrzysk Panamerykańskich, złoty medal Pucharu Panamerykańskiego oraz 10 miejsce na igrzyskach olimpijskich w 1974 roku.

## Osiągnięcia
Mistrzostwa Ameryki Północnej, Środkowej i Karaibów:
- 2. miejsce – 1969, 1975, 1977
- 3. miejsce – 1971, 1979, 2021

Igrzyska Panamerykańskie:
- 2. miejsce – 1955
- 3. miejsce – 1959, 1975

Puchar Panamerykański:
- 1. miejsce – 2007, 2021
- 2. miejsce – 2013
- 3. miejsce – 2019

## Udział i miejsca

### Igrzyska Olimpijskie
| Rok  | Kraj           | Miejsce      |
| ---- | -------------- | ------------ |
| 1964 | Tokio          | brak udziału |
| 1968 | Meksyk         | 10. miejsce  |
| 1972 | Monachium      | brak udziału |
| 1976 | Montreal       | brak udziału |
| 1980 | Moskwa         | brak udziału |
| 1984 | Los Angeles    | brak udziału |
| 1988 | Seul           | brak udziału |
| 1992 | Barcelona      | brak udziału |
| 1996 | Atlanta        | brak udziału |
| 2000 | Sydney         | brak udziału |
| 2004 | Ateny          | brak udziału |
| 2008 | Pekin          | brak udziału |
| 2012 | Londyn         | brak udziału |
| 2016 | Rio de Janeiro | 11. miejsce  |
| 2020 | Tokio          | brak udziału |
| 2024 | Paryż          | brak udziału |
| 2028 | Los Angeles    |              |
| 2032 | Brisbane       |              |

### Mistrzostwa Świata
| Rok  | Kraj             | Miejsce        |
| ---- | ---------------- | -------------- |
| 1952 | ZSRR             | brak udziału   |
| 1956 | Francja          | brak udziału   |
| 1960 | Brazylia         | brak udziału   |
| 1962 | ZSRR             | brak udziału   |
| 1966 | Czechosłowacja   | brak udziału   |
| 1970 | Bułgaria         | brak udziału   |
| 1974 | Meksyk           | 10. miejsce    |
| 1978 | Włochy           | 12. miejsce    |
| 1982 | Argentyna        | 18. miejsce    |
| 1986 | Francja          | brak udziału   |
| 1990 | Brazylia         | brak udziału   |
| 1994 | Grecja           | brak udziału   |
| 1998 | Japonia          | brak udziału   |
| 2002 | Argentyna        | brak udziału   |
| 2006 | Japonia          | brak udziału   |
| 2010 | Włochy           | 13-18. miejsce |
| 2014 | Polska           | 17-20. miejsce |
| 2018 | Włochy/ Bułgaria | brak udziału   |
| 2022 | Polska/ Słowenia | 18. miejsce    |
| 2025 | Filipiny         | brak udziału   |